# Henry Wreford
Sir Henry Gardiner William Wreford (Bristol, 5 luglio 1806 – Capri, 23 marzo 1892) è stato un giornalista e critico d'arte inglese.
Nato a Bristol si trasferì da giovane in Italia per motivi di salute. Arrivò a Capri nel 1842, elesse l'isola a propria residenza e vi rimase oltre 50 anni.
Come risulta dalle sue pubblicazioni, Henry Wreford, stabilitosi a Roma alla fine degli anni ’30, dopo innumerevoli peripezie in Europa ed in Italia, continuò a fare lo scrittore-teologo con l’appoggio degli Unitariani inglesi.
Per oltre mezzo secolo fu corrispondente da Roma e da Napoli del The Times, del Household Words, del Daily News e di altri periodici. Wreford, secondo Jessie White Mario, fu il corrispondente che contribuì a far conoscere al pubblico britannico i differenti aspetti della situazione contemporanea in Italia  .
Tra il 1851 e il 1858 sul Household Words fu pubblicata una ventina di corrispondenze sulla vita e sui problemi del Regno delle Due Sicilie, in particolare nell'isola di Capri. Gli argomenti andavano dalla pesca ai funerali, dai matrimoni all'eruzione del Vesuvio del maggio 1855 e al "macaroni-making"; particolare scalpore fece l'articolo del novembre 1851 sulle condizioni dei prigionieri nelle carceri napoletane
Nel 1859 il Times lo trasferì da Napoli a Roma al preciso scopo di fare indagini su "papal oppression and popular discontent"
 Già alcune corrispondenze da Roma, inviate da Henry a suo cognato John Daniel Morell, erano state in precedenza raccolte in "Rome pagan and papal, by an English resident in that city", pubblicate nel 1846. A causa delle sue corrispondenze fu espulso da Roma.

## Biografia

### Le origini
Henry William Gardiner Wreford nacque a Bristol il 5 luglio del 1806, fu terzogenito di sette figli e perse la madre Mary quando aveva appena compiuto i vent’anni. Poco dopo, terminato il college a Brighton, si laureò con lode in teologia all'Unitarian Manchester College di York diventando subito un pastore unitariano. Nel 1834, a ventotto anni, sposò Mary Anne Ridout, ed andò ad abitare vicino Coventry. Officiava alla Great Meeting House Unitarian Church  di Coventry e alla  Warwick Unitarian Chapel  partecipava a dibattiti su questioni teologiche collegate con l'Unitarianesimo. Anche John Reynell Wreford, fratello di Henry, era un reverendo unitariano dissenziente, denominazione questa che accomuna numerosi gruppi protestanti inglesi.
Per linea materna discendeva dalla eminente famiglia Reynell Newton Abbot.

### Giornalista e scrittore
Trasferitosi in Italia nel 1836 avvia qui la sua attività giornalistica vivendo tra Napoli, Roma e Capri dove sbarca nel 1842.

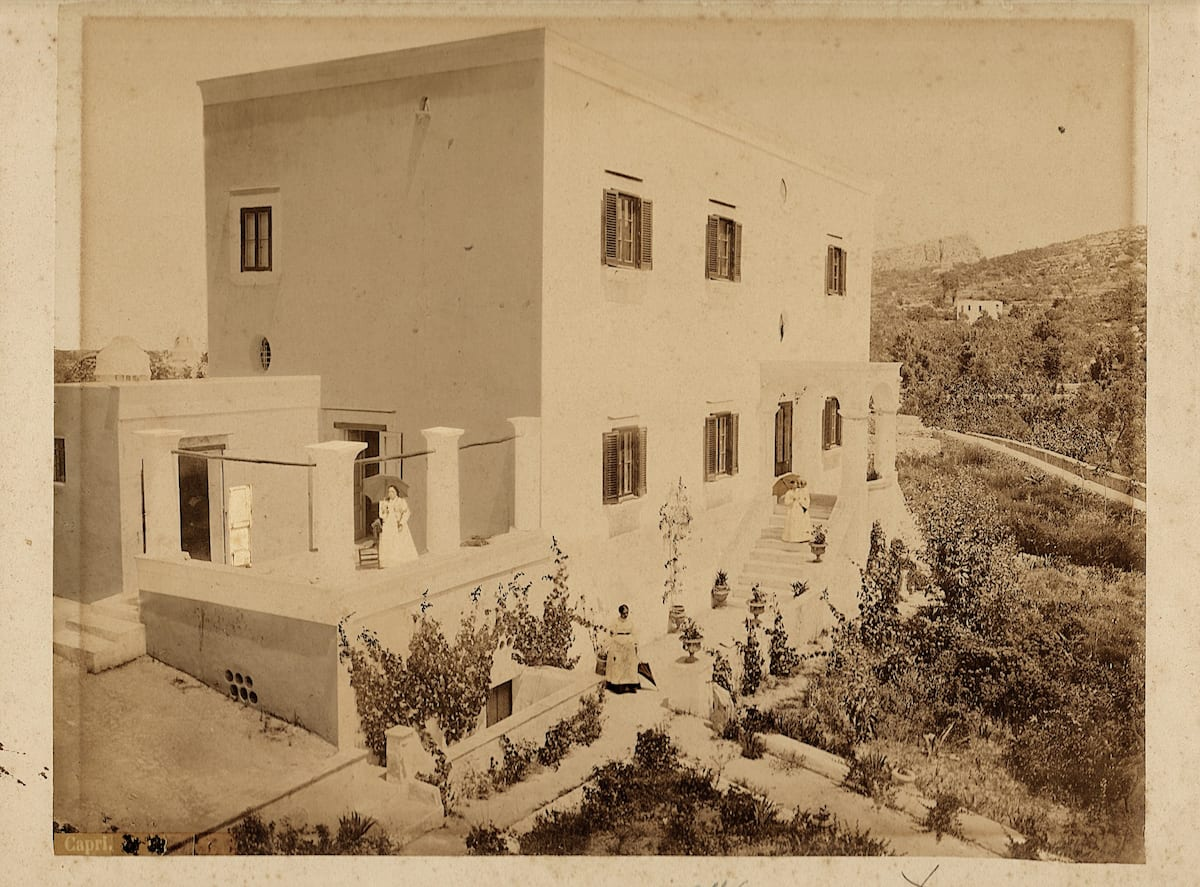
Villa Croce nel XIX secolo

Nel 1846 pubblica Rome, pagan ecc., opera che gli guadagna l’odio di Gregorio XVI che provvede subito a farla mettere all’Indice dei libri proibiti, visto che nel libro vengono attaccati i dogmi essenziali alla sopravvivenza stessa del Cattolicesimo, più importante fra tutti l'antichissimo dogma della Trinità, tolto il quale il monoteismo cattolico viene meno; d'altra parte Wreford era Unitariano, e per gli Unitariani Dio è uno, non trino, e la salvezza dell'uomo dipende direttamente dalle sacre scritture e dall'insegnamento di Gesù uomo, privo cioè di attributi divini.

### Impegno politico-culturale
Wreford, in quanto giornalista fortemente politicizzato, aveva scritto come corrispondente di guerra e aveva collaborato a lungo anche con Household Words, una rivista letteraria creata e diretta da Charles Dickens la cui pubblicazione iniziò e si estinse negli anni ‘50 del XIX secolo vedendo Wreford presente praticamente nell'intero arco della sua esistenza. I venti articoli a lui attribuiti sono ricchi di colorazioni etnografiche ed ambientali che rinviano a Capri e al Regno delle due Sicilie.
Fu giornalista free lance nelle zone più tormentate dell'Italia preunitaria pronto a far seguire in differita agli inglesi tutto quanto succedeva in Italia servendosi d'ogni mezzo allora disponibile. Ebbe un ruolo importante nel Risorgimento come ha ricostruito Roberto Ciuni in Lettere al Times da Capri borbonica, inquadrandolo nel contesto storico del giornalismo vittoriano in Italia. Ciuni si sofferma sul ruolo giocato nelle vicende risorgimentali ma non accenna neppure di sfuggita al credo Unitariano che invece improntò più di quanto si possa immaginare a prima vista la sua azione politica. Wreford passò due terzi della sua vita a ragionare sugli indistricabili intrecci fra religione, politica e società. Il suo attivismo culturale, esplicitamente orientato verso un integralismo liberale, gli ha permesso di sferrare una lotta senza quartiere ai Borbone servendosi della stampa più influente che esistesse in Europa in quegli anni. Quando arrivò a Roma come inviato del Times, aveva avuto dal giornale il preciso compito di portare a processo l'intero corpo dirigente del Vaticano, compresi Papa e Cardinali.
Nel 1861 il Ministro della pubblica istruzione, Francesco De Sanctis, che aveva conosciuto il carcere duro come Luigi Settembrini e tanti altri antiborbonici ben noti a Wreford, aveva dichiarato il suo fermo convincimento che senza una adeguata istruzione non possono esistere popoli liberi. Wreford ne condivideva appieno lo spirito e fu per questo che, con l'aiuto dell'amico Luigi Settembrini, al tempo ispettore scolastico nelle province di Napoli, potette occuparsi a pieno titolo dell'istruzione elementare dei capresi.

### Critica d'arte e questioni di genere

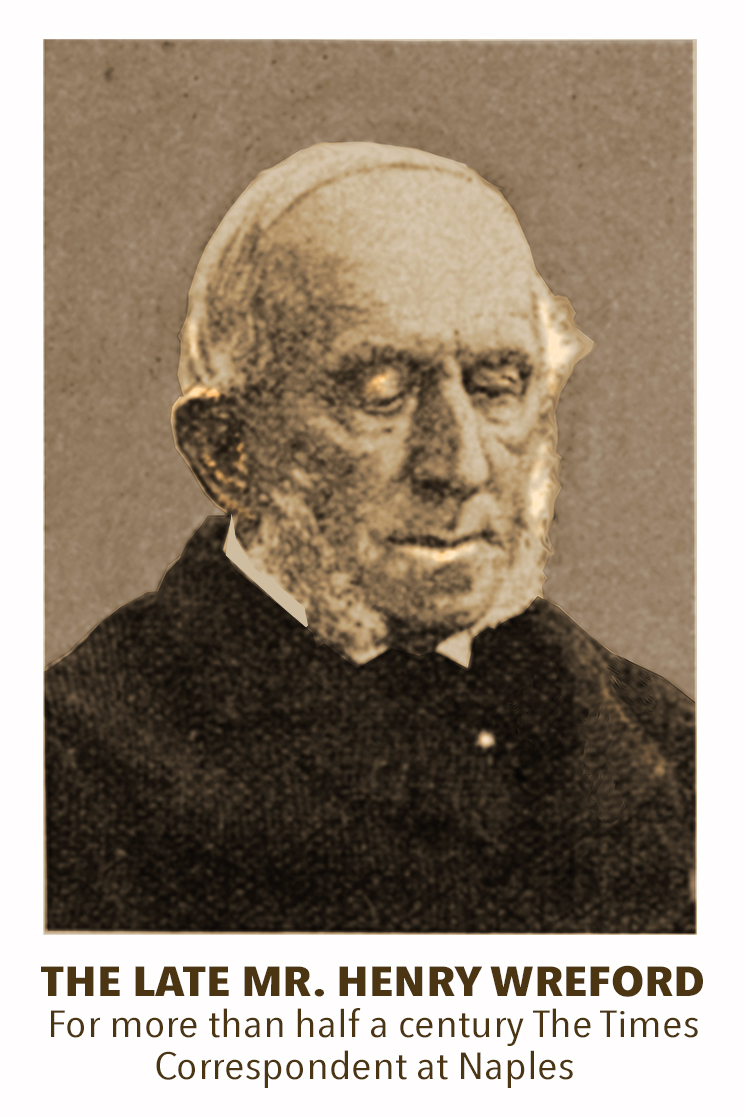
Necrologio di Henry Wreford

Dopo l’unificazione dell’Italia Wreford si rese conto della distanza che intercorreva fra gli ideali sociali che perseguiva da studente di teologia e la concretezza della politica inglese. Da giornalista, abbandonò le beghe politico-commerciali che continuavano ad affliggere l’Europa e decise di dedicarsi alla lotta alle disuguaglianze di genere, di pelle, di sesso e di classe sociale.
Le lettere di Mowbray Morris 
 a Wreford custodite nell’Archivio De Martino sono datate anche ad anni successivi all’Unità d’Italia a quando il corrispondente inglese aveva preferito dedicarsi a discipline più attente alle conseguenze delle differenziazioni di genere piuttosto che alla loro conservazione dell’istruzione e dell’arte.
Pubblicò numerosi articoli di critica d'arte sulle riviste inglesi Athenaeum e di The Art Journal relativi alla attività delle scultrici americane attive a Roma alla metà del XIX secolo. Promosse in particolar modo la figura di Edmonia Lewis, un'artista afro-americana che aveva un atelier nei pressi di Piazza di Spagna.
Henry Wreford morì il 22 marzo 1892 a Villa Croce a Capri e nominò esecutore testamentario Axel Munthe, come è scritto nel testamento.

## Pubblicazioni
- Rome pagan and papal, by an English resident in that city (Google books; Internet Archive)
- Le prigioni italiane dinanzi al governo ed al parlamento : lettere (Google books)
- Unitarianism vindicated : a sermon
- Lecture delivered at the Great Meeting House, Coventry